# سیگنال
سیگنال یا نشانک به هر چه که دربردارندهٔ پیام یا اطلاعات باشد گفته می‌شود. اما بیشتر به معنی موجی با مشخصه‌های ویژه خود است.
سیگنال در علوم گوناگون کاربرد دارد؛ مانند سیگنال‌های عصبی در پزشکی.

## فرکانس سیگنال
فرکانس سیگنال جریان متناوب (ac) تعداد سیکل در ثانیه در یک موج سینوسی ac است. هر فرکانس سرعت تغییر جهت جریان در هر ثانیه است. در هرتز (Hz) اندازه‌گیری می‌شود، یک واحد اندازه‌گیری بین‌المللی که در آن ۱ هرتز برابر با ۱ سیکل در ثانیه است. فرکانس سیگنال معمولاً برای توصیف عملکرد تجهیزات الکتریکی استفاده می‌شود.